# 托馬斯·德克
托馬斯·德克（英語：Thomas Alexander Dekker，1987年12月28日—）是美國的一位演員、音樂人和配音演員。他也是一位歌手，已經發行了兩張專輯。德克出生在內華達州拉斯維加斯。他的母親是英國人（威爾斯人），父親是美國人。